# Maria Egiziaca
Maria Egiziaca (títol original en italià, en català Santa Maria d'Egipte),  P. 170, és una obra dramaticomusical en tres actes composta el 1932 per Ottorino Respighi sobre un llibret en italià de Claudio Guastalla, basat en Vitae Patrum de Domenico Cavalca. Es va estrenar el 16 de març de 1932 al Carnegie Hall de Manhattan.